# Piotr Chmielowski

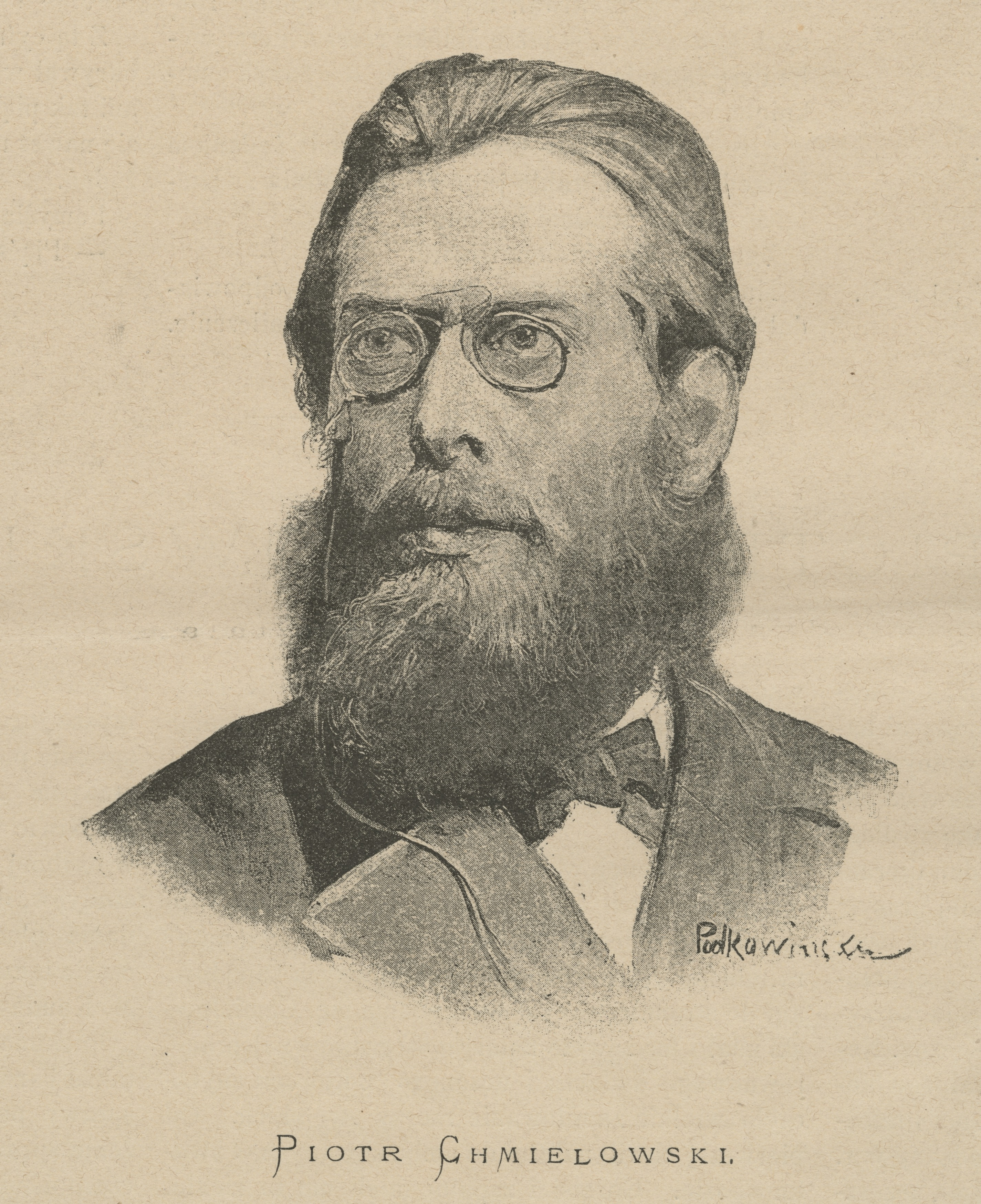
Władysław Podkowiński, Portret Piotra Chmielowskiego

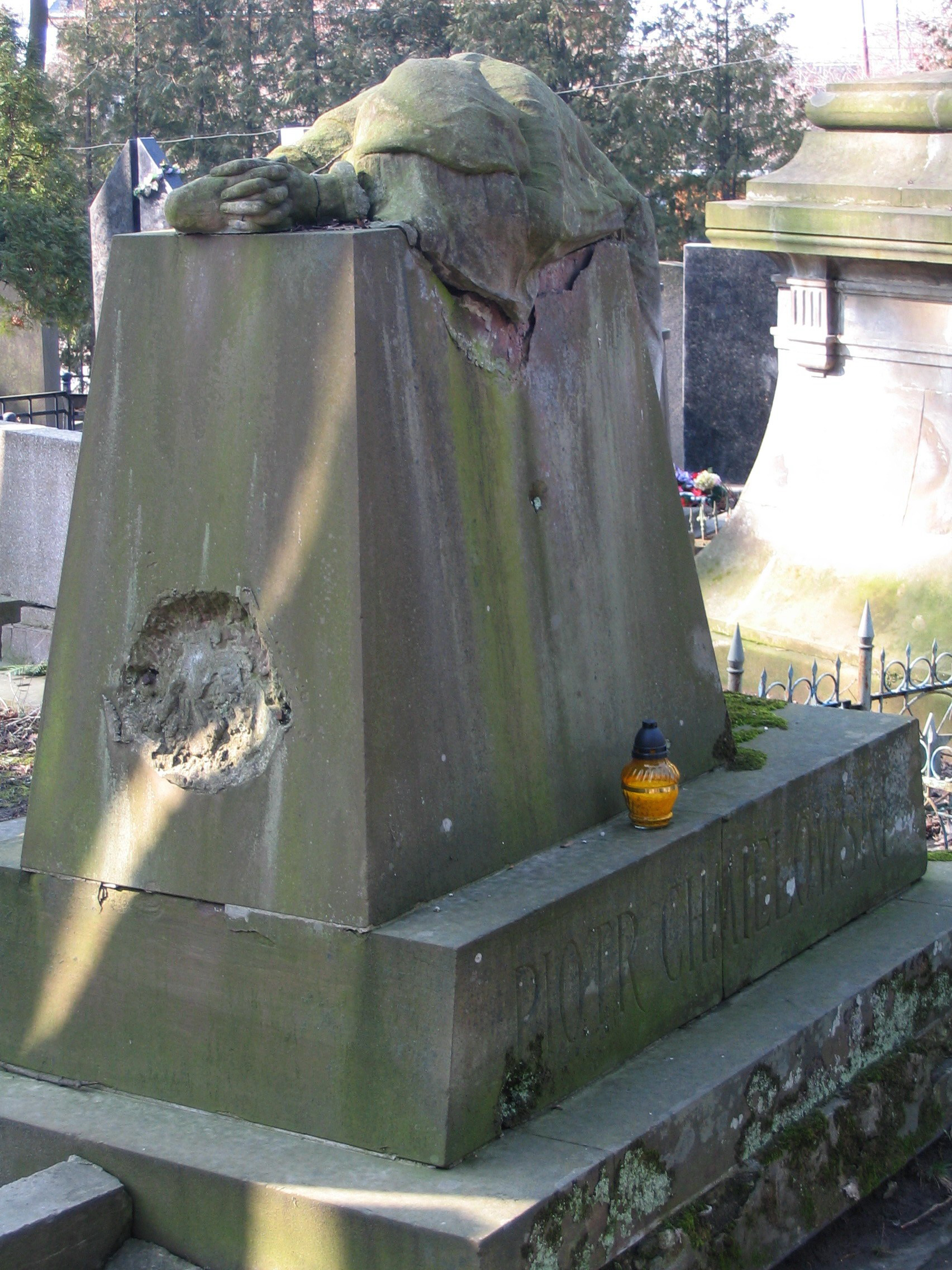
Grób Piotra Chmielowskiego na cmentarzu Łyczakowskim (2007, wyk. Stanisław Kazimierz Ostrowski)

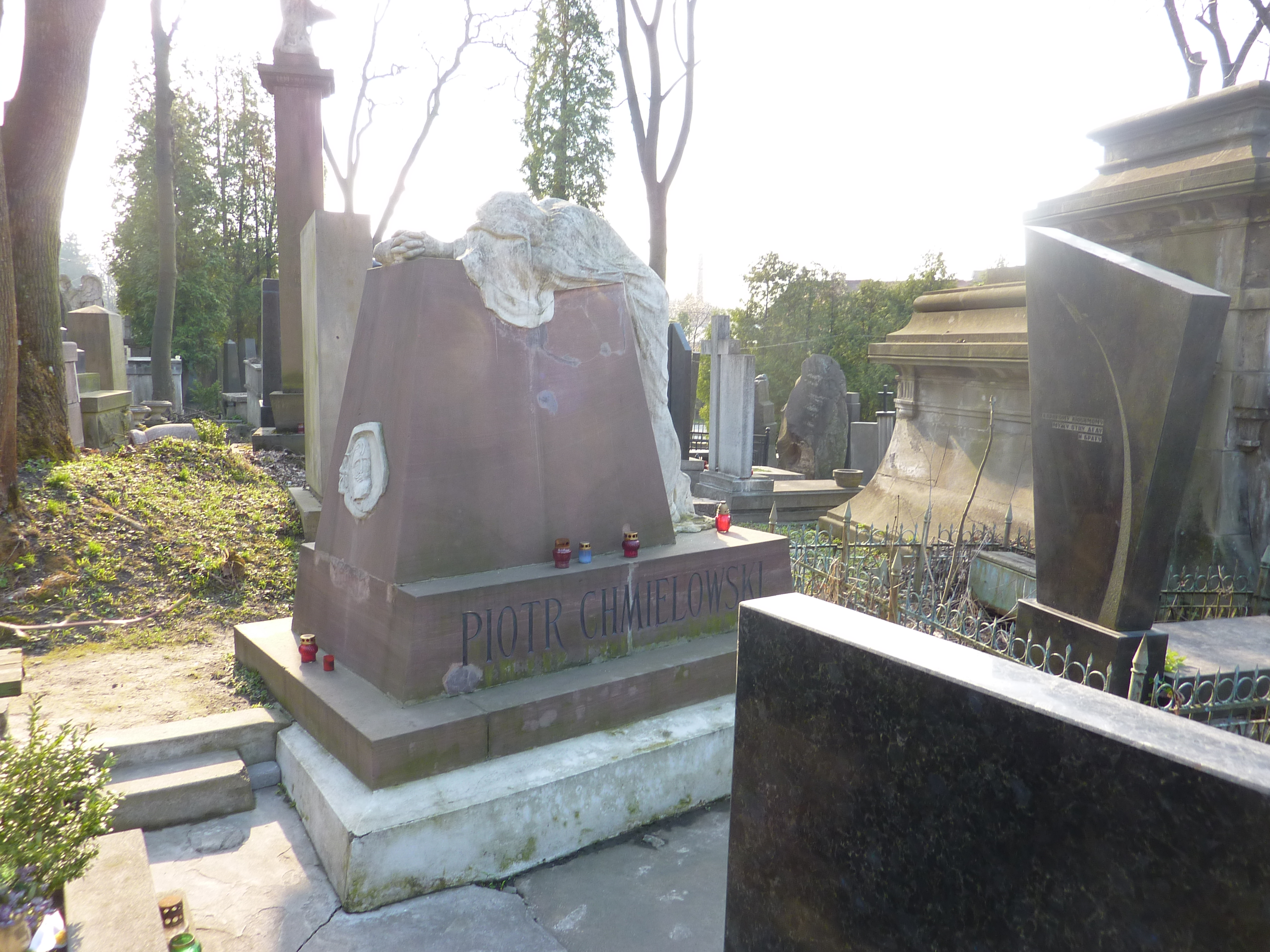
Grobowiec Piotra Chmielowskiego po renowacji (2010)

Piotr Chmielowski (ur. 9 lutego 1848 w Zawadyńcach, zm. 22 kwietnia 1904 we Lwowie) – polski historyk literatury, encyklopedysta, profesor Uniwersytetu Lwowskiego, członek honorowy Towarzystwa Muzeum Narodowego Polskiego w Rapperswilu od 1890 roku.

## Młodość
Pochodził z rodziny ziemiańskiej, był synem Ignacego i Marianny z domu Węglowskiej. 
Uczył się w I gimnazjum filologicznym w Warszawie (1860–1866, od 1862 pod nazwą gimnazjum realne), następnie studiował filologię i filozofię w Szkole Głównej Warszawskiej (od 1869 na Cesarskim Uniwersytecie Warszawskim). Studia ukończył w 1870; dokształcał się w tajnych kółkach naukowych. Od 1873 kontynuował naukę w Lipsku (pedagogika, filozofia, geografia), gdzie obronił doktorat w 1874 (praca Die organischen Bedingungen der Enstehung des Willens).
Ożenił się 4 czerwca 1874 roku z Marią Józefą Trzcińską. Mieli siedmioro dzieci: Stanisława, Stefana, Ignacego Janusza, Jadwigę Wandę, Antoniego (zmarł w wieku 3 lat), Kazimierza Tadeusza i Witolda Władysława.

## Praca, osiągnięcia naukowe
W latach 1874–1898 pracował jako profesor języka polskiego w gimnazjum męskim J. Pankiewicza w Warszawie. Współpracował z wieloma czasopismami i wydawnictwami – „Przeglądem Tygodniowym” (1867–1872), „Biblioteką Warszawską” (1870–1874), „Opiekunem Domowym” (1872–1876), „Pamiętnikiem Towarzystwa Literackiego im. A. Mickiewicza”, „Niwą”, „Przeglądem Pedagogicznym”, „Rodziną i Szkołą”, „Poradnikiem dla Dorosłych”, „Biblioteką Arcydzieł Literatury Polskiej i Obcej”. Był również encyklopedystą oraz członkiem komitetu redakcyjnego Encyklopedii Wychowawczej wydanej w latach 1900–1914 . Wykładowca Uniwersytetu Latającego w Warszawie.
W latach 1882–1897 był redaktorem „Ateneum”; zrezygnował na znak protestu przeciw wypowiedzi Włodzimierza Spasowicza (właściciela pisma) o „bezpowrotnym upadku dawnego państwa polskiego” i „konieczności przystosowania się do innego państwowego organizmu”. Wielokrotnie wypowiadał się na tematy narodowe; był więziony przez władze carskie w warszawskiej Cytadeli. W 1882 nie przyjął Katedry Literatury Polskiej na UW, nie chcąc zgodzić się na obowiązkowe wykładanie w języku rosyjskim oraz pominięcie w programie nauczania okresów Odrodzenia i romantyzmu. Ze względu na chorobę płuc od 1898 mieszkał w Zakopanem. W 1903 został profesorem nadzwyczajnym Uniwersytetu Lwowskiego i kierownikiem Katedry Historii Literatury Polskiej tamże.
Szczególną uwagę poświęcił polskiej literaturze romantycznej i pozytywistycznej; zajmował się również pedagogiką, historią wychowania, historią filozofii oraz krytyką literacką. Zgromadził bogatą literaturę poświęconą Mickiewiczowi i opracował obszerną biografię poety (Adam Mickiewicz. Zarys biograficzno-literacki, 1886, 2 tomy). Jako pierwszy docenił znaczenie twórczości Żmichowskiej i Wyspiańskiego. Opierając się na teoriach Hipolita Taine stworzył naukowe podstawy metod badawczych historii literatury. Przedstawił także zasady krytyki literackiej – ocena krytyka powinna być zgodna z interesami społecznymi, rezultatami badań naukowych oraz ogólnie przyjętymi wymogami estetycznymi. Rozwinął system nauczania opartego na samokształceniu.
Był członkiem korespondentem AU od 1893 (od 1902 członek czynny). Przełożył na polski dzieła Goethego i Krytykę czystego rozumu Kanta oraz przygotował wypisy historyczno-literackie Złota przędza poetów i prozaików polskich w 4 tomach (1884–1887).
Spotykał się z zarzutami bezbarwności stylu, braku wrażliwości artystycznej, jednostajności opisu; dla odmiany wysoko jego dorobek oceniał Gabriel Korbut.

## Śmierć i pogrzeb
Piotr Chmielowski chorował na gruźlicę. Zmarł we Lwowie 22 kwietnia 1904. Jego uroczysty pogrzeb odbył się 25 kwietnia 1904 roku na cmentarzu Łyczakowskim.

## Twórczość
Ogłosił ponad 2100 prac i artykułów, m.in.:
- Utylitaryzm w literaturze (1872)
- Kobiety Mickiewicza, Słowackiego i Krasińskiego (1873)
- Geneza Fantazyi, szkic psychologiczny (1873)
- Co wychowanie z dziecka zrobić może i powinno (1874)
- Józef Kremer (1875)
- Karol Libelt (1875)
- Dziesięć lat z dziejów wychowania w Polsce (1877)
- Pierwsza w Polsce książka o wychowaniu (1878)
- Rousseau. W stuletnią rocznicę jego śmierci (1878)
- Poezya w wychowaniu (1881)
- Wojciech Bogusławski w Wilnie (1883)
- Autorki polskie wieku XIX (1885)
- Studya i szkice z dziejów literatury polskiej (1886)
- Adam Mickiewicz. Zarys biograficzno-literacki (1886)
- Nasi powieściopisarze (1887–1895), seria 1, seria 2
- Józef Ignacy Kraszewski. Zarys biograficzno-literacki (1888)
- Literatura dla ludu (1891)
- Powieści ludowe Elizy Orzeszkowej (1891)
- Bolesław Prus (1892)
- Postaci kobiece w komediach Fredry (1892)
- Współcześni poeci polscy (1895)
- Zarys najnowszej literatury polskiej(1895)
- Nasza literatura dramatyczna (1898, 2 tomy)
- Tadeusz Czacki. Jego życie i działalność wychowawcza. Zarys biograficzny (1898)
- Historya literatury polskiej (1899-1900, 6 tomów)
- Metodyka historii literatury polskiej (1899)
- Indywidualizm modernistyczny (1900)
- Henryk Sienkiewicz w oświetleniu krytycznem (1901)
- Dzieje krytyki literackiej w Polsce (1902)
- Stanisław Wyspiański (1902, w: Charakterystyki literackie)
- Nowele Marii Konopnickiej (1903)
- Jan Kasprowicz (1904)
- „Popioły”, powieść Stefana Żeromskiego (1904)
- Pisma krytycznoliterackie (1961, 2 tomy, pod redakcją Henryka Markiewicza)
- przekład obu części (w jednym tomie) Wilhelma Meistra Goethego